# 孤食ロボット
『孤食ロボット』（こしょくロボット）は、岩岡ヒサエによる日本の漫画。『ガールズジャンプ』（集英社）第2号での読み切り掲載、『ジャンプ改』（同社）でも2013年3月号に読み切りとして掲載後、同誌2014年11月号までの連載を経て、『Cookie』（同社）にて、2015年1月号より2023年7月号まで連載。
2017年6月20日から8月22日まで日本テレビ「シンドラ」枠にてテレビドラマ化された。

## 概要
外食チェーンを筆頭に個人宅への食材デリバリーやスーパーなどを多角経営する食品の総合会社「○×フードカンパニー」の加盟店で、会計ポイント3000ポイントと引き換えに景品として単身者の元へ届けられる体長25cmほどの手乗りサイズのロボットが、持ち主の日常生活の中で外食に自炊に細々とアドバイスして健康のための食事改善を促し、持ち主の食と健康をサポートする中でその人の心を癒やす姿をオムニバス形式で描いた漫画作品。
作中にはふだんの料理にも役立つ食にまつわるマメ知識や実践的なレシピが盛り込まれ、作中に登場するレシピの一部は料理レシピサイト「クックパッド」でも「孤食ロボットのキッチン」として写真入りで公開されている。
作者の岩岡は執筆の理由について「ロボットを題材にして、自らの料理コンプレックスを交えた漫画を描きたいと考えた」と述べている。
「食べることがどれだけ生活に影響するか、どれだけ大切なものなのか…」を説いた本作は、「食べるもの」だけではなく、誰と食べるのか、どこで食べるのかという「食べるシチュエーション」にも焦点を当てて、食から広がる人間関係の網、生まれる関係性の機微をも描いて食の本質を見事に捉えていると評されている。また、お菓子研究家の福田里香は、作中に登場するアンドロイドがホビットのようにかわいらしいと評し、「彼らの存在がおなかだけでなく心も満たすので、真夜中だろうと思わず作中に出てくる料理を作りたくなる」と述べている。

## 登場人物
ドラマ版
アンドロイド（漫画では名前は登場していない）
- ムジャキ（有岡大貴）
- ヤンチャ（髙木雄也）
- オットリ（八乙女光）

## 書誌情報
- 岩岡ヒサエ 『孤食ロボット』 集英社〈ヤングジャンプ・コミックス〉、全9巻
  1. 2014年6月10日発売[12]、ISBN 978-4-08-879850-9
  2. 2015年3月25日発売[13]、ISBN 978-4-08-890181-7
  3. 2016年5月25日発売[14]、ISBN 978-4-08-890445-0
  4. 2017年1月25日発売[15]、ISBN 978-4-08-890653-9
  5. 2018年10月25日発売[16]、ISBN 978-4-08-891107-6
  6. 2020年1月24日発売[17][18]、ISBN 978-4-08-891469-5
  7. 2021年4月23日発売[19]、ISBN 978-4-08-891856-3
  8. 2022年8月25日発売[20]、ISBN 978-4-08-892362-8
  9. 2023年7月25日発売[21]、ISBN 978-4-08-892817-3

## テレビドラマ
日本テレビが火曜未明（月曜深夜）に新設する「シンドラ」枠の第1弾として、2017年6月20日から8月22日まで放送された。全10回。Hey! Say! JUMPの有岡大貴、髙木雄也、八乙女光がトリプル主演を務め、3人組新ユニット「A.Y.T.」として主題歌を担当した。
日本テレビでの放送終了直後よりHuluにて見逃し配信された。

### 制作
25cmサイズの小さなロボットを撮影するにあたり、キャストは通常サイズのセットにて他の登場人物との芝居を行った後、後日グリーンバックを背景に同じ芝居を再現して合成、同じ演技を2回行う撮影手法を採用している。

### キャスト
アンドロイド
- ムジャキ - 有岡大貴（Hey! Say! JUMP）
- ヤンチャ/テレヤ（#06） - 髙木雄也（Hey! Say! JUMP）
- オットリ - 八乙女光（Hey! Say! JUMP）

主要人物
- 高木 希巳 - 三倉茉奈
- 矢口 豊 - 森田甘路
- 永田 春 - 郭智博
- 二本松 直也 - 今井隆文
- 小橋 サエコ - 宮地雅子
- 小橋 アキオ - 阿南健治
- 増澤 歩 - 温水洋一

その他
- 斉藤 貴文 - 比佐仁
- 森田 やよい - 二宮郁
- 鈴木将一朗
- 塩野 良太 - 五十嵐健人
- 社長-仲義代
- 秋月三佳
- 三井聖子 -  澤真希

ゲスト
- #04
  - 藤田 - 綾田俊樹

- #06
  - 立居 由美 - 伊藤麻実子
  - 原口 - 朝加真由美

- #07
  - レストランのシェフ - オラキオ
  - 小園茉奈
  - 坪田秀雄
  - 鈴木 マイ - 山田梨里愛

### スタッフ
- 原作 - 岩岡ヒサエ『孤食ロボット』（集英社『Cookie』連載）
- 脚本 - 根本ノンジ
- 音楽 - 日向萌
- 主題歌 - A.Y.T.「Are You There?」（ジェイ・ストーム）
- コンテンツプロデューサー - 秋山健一郎
- ラインプロデューサー・演出 - 松永洋一
- 制作 - 田中宏史
- プロデューサー - 三上絵里子、長松谷太郎、尾上貴洋、難波利昭
- 演出 - 西村了
- 制作協力 - R.I.S Enterprise
- 制作プロダクション - AXON
- 企画協力 - ジャニーズ事務所
- 制作著作 - 日本テレビ、ジェイ・ストーム

### 放送日程
| 放送回 | 放送日  | 演出     | レシピ                           |
| ------ | ------- | -------- | -------------------------------- |
| #01    | 6月20日 | 西村了   | ゆず風味の玉子粥                 |
| #02    | 6月27日 | 西村了   | こんがり油揚げと小松菜の煮びたし |
| #03    | 7月04日 | 西村了   | お豆腐の白和え                   |
| #04    | 7月11日 | 松永洋一 | タケノコ煮（土佐煮）             |
| #05    | 7月18日 | 松永洋一 | 鮭の西京漬け〜大根おろし添え〜   |
| #06    | 7月25日 | 松永洋一 | 塩豚のスープ                     |
| #07    | 8月01日 | 西村了   | ハヤシライス                     |
| #08    | 8月08日 | 松永洋一 | おはぎ                           |
| #09    | 8月15日 | 西村了   | 肉汁たっぷり羽根つき餃子         |
| #10    | 8月22日 | 西村了   | ブリ大根                         |

### ネット局
| 放送期間                | 放送時間                      | 放送局         | 対象地域   | 備考                             |
| ----------------------- | ----------------------------- | -------------- | ---------- | -------------------------------- |
| 2017年6月20日 - 8月22日 | 火曜 0:59 - 1:29 （月曜深夜） | 日本テレビ     | 関東広域圏 | 制作局                           |
| 2017年6月29日 - 不明    | 木曜 1:43 - 2:13（水曜深夜）  | 中京テレビ     | 中京広域圏 |                                  |
| 2017年7月2日 - 不明     | 日曜 0:55 - 1:25（土曜深夜）  | 青森放送       | 青森県     |                                  |
|                         | 日曜 1:25 - 1:55（土曜深夜）  | 静岡第一テレビ | 静岡県     |                                  |
| 2017年7月10日 - 不明    | 月曜 2:32 - 3:02（日曜深夜）  | 読売テレビ     | 近畿広域圏 |                                  |
| 2017年7月11日 - 不明    | 火曜 2:04 - 2:34（月曜深夜）  | 福岡放送       | 福岡県     |                                  |
| 2017年7月14日 - 9月15日 | 金曜 2:29 - 2:59（木曜深夜）  | 北日本放送     | 富山県     |                                  |
| 2017年7月23日 - 不明    | 日曜 1:56 - 2:26（土曜深夜）  | 山梨放送       | 山梨県     |                                  |
| 2017年8月23日 - 不明    | 水曜・木曜 9:55 - 10:25       | 福井放送       | 福井県     | テレビ朝日系列とのクロスネット。 |
| 2017年9月7日 - 不明     | 木曜 0:59 - 1:29（水曜深夜）  | 長崎国際テレビ | 長崎県     |                                  |
| 2017年9月19日 - 不明    | 火曜 0:59 - 1:29（月曜深夜）  | ミヤギテレビ   | 宮城県     |                                  |
| 2017年10月1日 - 不明    | 日曜 1:45 - 2:15（土曜深夜）  | テレビ新潟     | 新潟県     |                                  |
| 2017年11月23日 - 不明   | 木曜 0:59 - 1:29（水曜深夜）  | テレビ金沢     | 石川県     |                                  |
| 2018年2月2日 - 不明     | 金曜 1:29 - 1:59（木曜深夜）  | テレビ大分     | 大分県     | フジテレビ系列とのクロスネット。 |
| 2018年4月8日 -          | 日曜 1:25 - 1:55（土曜深夜）  | 高知放送       | 高知県     |                                  |

### 関連番組
- 月曜深夜「シンドラ」スタート!一家に1台?｢孤食ロボット｣いりませんか!?（2017年6月17日 1:30 - 1:55、日本テレビ）[注 1]

### 関連商品

#### CD
- 日向萌 『ドラマ「孤食ロボット」オリジナル・サウンドトラック』（2017年8月9日発売、VAP、VPCD-81984）

#### DVD/Blu-ray
- 孤食ロボット DVD BOX（2017年11月15日発売）
- 孤食ロボット Blu-ray BOX（2017年11月15日発売）

| 日本テレビ シンドラ          | 日本テレビ シンドラ                      | 日本テレビ シンドラ                           |
| 前番組                       | 番組名                                   | 次番組                                        |
| ---------------------------- | ---------------------------------------- | --------------------------------------------- |
| （枠設置前につきなし）       | 孤食ロボット （2017年6月20日 - 8月22日） | 吾輩の部屋である （2017年9月19日 - 11月20日） |
| 日本テレビ 火曜0:59 - 1:29枠 |                                          |                                               |
| 日テレプッシュ!              | 孤食ロボット （2017年6月20日 - 8月22日） | 吾輩の部屋である （2017年9月19日 - 11月20日） |